# Wolfgang Lehmann (Mediziner, 1905)
Wolfgang Lehmann (* 31. August 1905 in Halle (Saale); † 29. Januar 1980 in Mönkeberg) war ein deutscher Anthropologe, Mediziner und Hochschullehrer.

## Leben
Lehmann beendete seine Schullaufbahn 1925 mit dem Abitur. Anschließend absolvierte er ein naturwissenschaftliches-anthropologisches Studium an den Universitäten in Königsberg, Wien sowie Halle und nahm schließlich unter der Führung Bernhard Renschs 1927 an einer Forschungsreise auf die Sundainseln teil. Danach absolvierte er ein Studium der Medizin und promovierte 1933 zum Dr. med.

## Zeit des Nationalsozialismus
Nach der Machtergreifung der Nationalsozialisten trat Lehmann zum 1. Mai 1933 der NSDAP bei (Mitgliedsnummer 2.218.127). Des Weiteren trat er in der Folge auch dem NS-Lehrerbund (NSLB) und NS-Ärztebund (NSDÄB) bei.
Lehmann war ab 1933 Assistent bei Otmar von Verschuer am Kaiser-Wilhelm-Institut für Anthropologie, menschliche Erblehre und Eugenik in Berlin-Dahlem. Dort führte er im Rahmen der Zwillingsforschung „Erbuntersuchungen bei rachitischen Zwillingen“ und „Zwillingsbeobachtungen zur Erbpathologie der Polydaktylie“ durch.
Lehmann wechselte 1935 an die Medizinische Klinik der Universität Breslau, wo er Assistent von Kurt Gutzeit wurde. Er absolvierte dort eine Facharztausbildung zum Internisten. In Breslau betrieb er Untersuchungen zu Zwillingen mit Morbus Basedow. Er habilitierte sich 1938 mit der Schrift „Zwillings- und Familienuntersuchungen zur Erbpathologie der Hyperthyreosen“. Ab 1939 war Lehmann in Breslau als Dozent tätig.
Während des Zweiten Weltkrieges leistete Lehmann ab 1941 Kriegsdienst bei der Wehrmacht.
Von 1942 bis 1945 war er außerordentlicher Professor an der Reichsuniversität Straßburg und leitete dort das Institut für Rassenbiologie. In dieser Funktion führte er „rassenkundliche Untersuchungen im Elsaß“ durch.

## Nach Kriegsende
In der Nachkriegszeit bestritt Lehmann seinen Lebensunterhalt als praktischer Arzt in Schleswig-Holstein. An der Universität Kiel nahm er 1948 seine wissenschaftliche Tätigkeit als Lehrbeauftragter wieder auf. Bei der Deutschen Gesellschaft für Anthropologie war er ab 1950 als Experte für Vaterschaftsgutachten tätig. Von 1956 bis zu seiner Emeritierung 1970 war er als außerordentlicher Professor für Humangenetik in Kiel tätig und leitete auch das dortige Institut für Humangenetik. Lehmann widmete sich der Erforschung des Willebrand-Jürgens-Syndroms auf den Ålandinseln und untersuchte später im Rahmen des Men in Arctic-Programms nördlich des Polarkreises wohnende Samen.